# Viktor Muženko
Viktor Mykolajovyč Muženko (ukrajinsky Віктор Миколайович Муженко; * 10. října 1961 Vystupovyči, Sovětský svaz) je ukrajinský generálplukovník, od 3. července 2014 byl náčelníkem generálního štábu a vrchním velitelem Ukrajinské armády.

## Vyznamenání
- 14. září 2001 – medaile Za vzornou službu
- 27. května 2004 – Řád Daniela Haličského
- medaile Ochránce vlasti